# Uniejów
Uniejów es un municipio de Polonia, en el voivodato de Łódź y en el condado de Poddębice. Se extiende por una área de 12,23 km², con 3 010 habitantes, según los censos de 2016, con una densidad de 246,1 hab/km².